# بخش اگوادالس
بخش اگوادالس (به اسپانیایی: Aguadulce District) یک سکونتگاه مسکونی در پاناما است که در Coclé Province واقع شده‌است.

## خصوصیات
بخش اگوادالس ۴۶۶ کیلومترمربع مساحت و ۳۹٬۲۹۰ نفر جمعیت دارد.